# Дюпюи, Жозеф Мишель Сильвен
Жозеф Мишель Сильвен Дюпюи (фр. Joseph Michel Sylvain Dupuis; 9 октября 1856, Льеж — 28 сентября 1931, Брюгге) — бельгийский композитор, дирижёр и музыкальный педагог.
Окончил Льежскую консерваторию по классу гобоя, затем по классу композиции. В 1879 г. был удостоен бельгийской Римской премии (учреждённой по аналогии с одноимённой французской) за кантату «Песнь творения» (фр. Le Chant de la Création). После предусмотренной премией стажировки в Италии и поездок во Францию и Германию в 1886 г. занял пост профессора гармонии в своей alma mater, а с 1911 г. был её директором; среди учеников Дюпюи, в частности, Хуберт де Бланк, Дезире Пак, Жорж Антуан.
Одновременно с 1900 г. Дюпюи был дирижёром брюссельского театра Ла Монне. Под его руководством прошёл ряд важных премьер — прежде всего, первые представления опер Венсана д’Энди «Чужеземец» и Эрнеста Шоссона «Король Артур» (обе 1903), а также «Пепиты Хименес» Исаака Альбениса (1905). Дюпюи был также известен как пропагандист музыки Рихарда Вагнера, Рихарда Штрауса, Клода Дебюсси; 6 марта 1898 года дирижировал в Льеже первым исполнением Второй симфонии Густава Малера за пределами Германии.
В композиторском наследии Дюпюи две оперы («Moîna» и «Coûr d’ognon»), написанные на местном диалекте французского языка, симфонические поэмы «Макбет» и «От сумерек к рассвету» (фр. Du crépuscule à l'aurore), концертино для гобоя с оркестром, камерная, хоровая и вокальная музыка, отмеченная вагнеровским влиянием.